# Henri Tresca

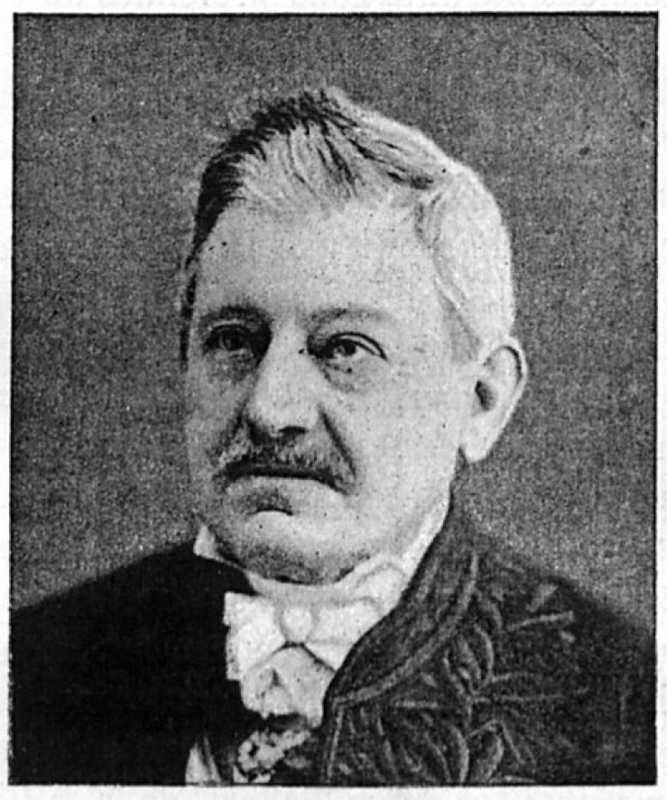
Henri Tresca

Henri Édouard Tresca (* 12. Oktober 1814 in Dünkirchen; † 21. Juni 1885) war ein französischer Ingenieur, der als Mechanikprofessor am Conservatoire National des Arts et Métiers (CNAM) in Paris lehrte.
Tresca war bei der Gestaltung des noch heute in Paris aufbewahrten Urmeterstabes beteiligt. Aus thermomechanischen Stabilitätsgründen ließ er diesen aus einer Kombination von 90 % Platin und 10 % Iridium mit einem kreuzförmigen Querschnitt anfertigen.
Auf Tresca geht die Schubspannungshypothese zurück, welche sich mit der mechanischen Belastbarkeit von Werkstoffen beschäftigt.
Der Ruf Trescas als Ingenieur war so gut, dass Gustave Eiffel ihn als Nummer 3 auf einer Liste aus 72 Wissenschaftlern und Ingenieuren führte, die das Erbauen des Eiffelturms möglich gemacht haben sollen.
1872 wurde er in die Académie des sciences aufgenommen.

## Weblink
- Henri Édouard Tresca

## Einzelnachweis
1. ↑  Verzeichnis der ehemaligen Mitglieder seit 1666: Buchstabe T. Académie des sciences, abgerufen am 8. März 2020 (französisch).

| Personendaten    | Personendaten                              |
| ---------------- | ------------------------------------------ |
| NAME             | Tresca, Henri                              |
| ALTERNATIVNAMEN  | Tresca, Henri Édouard (vollständiger Name) |
| KURZBESCHREIBUNG | französischer Ingenieur                    |
| GEBURTSDATUM     | 12. Oktober 1814                           |
| GEBURTSORT       | Dünkirchen                                 |
| STERBEDATUM      | 21. Juni 1885                              |